# Luminar Neo
Luminar Neo ist eine universelle Bildbearbeitungs-Software, die von Skylum entwickelt wird und für Windows und macOS verfügbar ist. Unter dem Namen Luminar für iPad gibt es seit März 2024 auch eine App für iPadOS.
Luminar Neo wurde im Februar 2022 als Nachfolger von Luminar AI veröffentlicht. Es kann als eigenständige Anwendung oder als Plug-in betrieben werden. Es lässt sich in Adobe Photoshop, Adobe Photoshop Elements, Adobe Lightroom Classic und Photos für macOS integrieren. Luminar Neo verfügt über mehr als 20 KI-basierte Funktionen zur Optimierung des Bearbeitungsworkflows des Fotografen. Die App ist für Fotografen unterschiedlicher Niveaus konzipiert – sowohl Anfänger als auch Profis.
Luminar Neo wurde mit dem Red Dot Brands & Communication Design Award im Jahr 2022 und den TIPA World Awards 2022 und 2023 ausgezeichnet.

## Geschichte

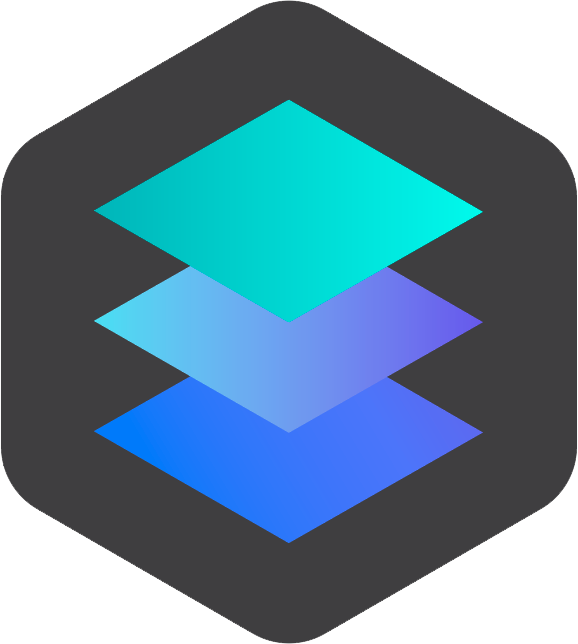
Logo der Version Luminar 2018

Vor Luminar Neo brachte Skylum (damals noch unter dem Namen Macphun) eine Reihe von Desktop-Bildbearbeitungs-Apps auf den Markt, darunter Luminar im November 2016 und Luminar Neptune im Jahr 2017. Es folgten „Luminar 2018“ (2017), „Luminar 3“ (2018), „Luminar 4“ (2019), „Luminar AI“ (2020) und zuletzt „Luminar Neo“ (2022). Ursprünglich nur für macOS entwickelt, brachte Macphun Ende 2017 Luminar 2018 für Windows auf den Markt. Gleichzeitig gab das Unternehmen bekannt, dass es seinen Namen in Skylum ändern würde.
Luminar 2018, das im November 2017 auf den Markt kam, führte ein RAW-Entwicklungsmodul ein, veränderte die Benutzeroberfläche und fügte neue Filter hinzu.
Im Laufe der Jahre veröffentlichte Skylum-Apps wie Luminar 3, Luminar 4 und Luminar AI, jede mit ihren eigenen Modifikationen.
Luminar Neo ist die jüngste Generation der von Skylum entwickelten Fotobearbeitungs-App und wurde im Februar 2022 veröffentlicht. Mit Luminar Neo änderte Skylum die Funktionsweise im Hintergrund, wobei die folgender Grund dafür angeführt wurde:
„Was Luminar Neo von allen früheren Versionen von Luminar unterscheidet, ist seine modulare Engine. Module helfen, die Last gleichmäßig zu verteilen, um die Bildbearbeitung zu beschleunigen. So ist es möglich viele verschiedene Werkzeuge auf ein Bild anzuwenden, ohne signifikante Leistungseinbußen hinnehmen zu müssen, und alle Bearbeitungen automatisch zu speichern.“

## Allgemeine Informationen
Luminar Neo ist dank seiner intuitiven und benutzerfreundlichen Oberfläche für jeden zugänglich. Es verfügt über eine modulare Engine, die die Last für schnellere Bildbearbeitung gleichmäßig verteilt. So ist es möglich ohne nennenswerte Leistungseinbußen viele verschiedene Bearbeitungen auf ein Bild anzuwenden und alle Bearbeitungen automatisch und nicht-destruktiv zu speichern.
Luminar Neo verfügt über eine Vielzahl von KI-basierten Funktionen wie Himmel AI und Gesicht AI, mit denen sich Fotos aus allen Genres verbessern lassen, z. B. Landschaften, Porträts, Straßenfotos und andere. Darüber hinaus verfügt die Anwendung über integrierte Presets, mit denen man eine Reihe fester Anpassungen mit wenigen Klicks auf Bilder anwenden kann. Auf dem Luminar-Marktplatz kann eine Vielzahl zusätzlicher Presets erworben werden. Die Effekte können mit Hilfe von Ebenen und Masken kombiniert werden. Luminar Neo unterstützt mehrere Dateiformate, einschließlich Rohdaten.

## Die wichtigsten Funktionen
Die Bearbeitungswerkzeuge von Luminar Neo sind in mehrere Kategorien unterteilt: Wesentliches, Kreativ, Porträt, Professionell und Erweiterungen.
Die charakteristischen Werkzeuge von Luminar Neo sind:
- Verstärken AI passt bis zu einem Dutzend Einstellungen mit einem Schieberegler an.
- Neubelichtung AI korrigiert unterbelichtete Fotos.
- Himmel AI ersetzt den Himmel ohne Notwendigkeit einer Maskierung.
- Atmosphäre AI platziert Nebel, Dunst oder Schleier in einem Bild.
- Struktur AI schärft Details, ohne die Personen auf dem Foto zu beeinträchtigen.
- Zuschneiden AI verhilft Fotos zu stärkeren Kompositionen, Ausschnitten und Perspektiven.
- Gesicht AI hebt Gesichtszüge und Haut natürlich hervor.
- Haut AI glättet die Haut und beseitigt Unvollkommenheiten.
- Körper AI formt den Torso und den Bauch einer Person, indem es Volumen entfernt oder hinzufügt.
- Porträt mit Bokeh AI erzeugt einen Bokeh-Effekt.

Es verfügt auch Maskieren AI, das auf KI-Algorithmen basiert, Objekte in Fotos erkennt und den Nutzer einen beliebigen Teil eines Bildes auswählen lässt, indem der Nutzer ihn aus einer Liste auswählt.
Die Erweiterungen von Luminar Neo bieten Fotografen zusätzliche kreative Möglichkeiten. Dazu gehören:
- Superscharf AI stellt Details aus Fehlfokus und Bewegungsunschärfe wieder her.
- Rauschfrei AI beseitigt Rauschen und lässt dabei alle Details intakt.
- Upscale AI hilft beim Vergrößern eines Fotos um bis zu 600 % und verbessert die Bildauflösung.
- Hintergrundentfernung AI entfernt automatisch den Hintergrund hinter einem oder mehreren Motiven in einem Foto.
- HDR Zusammenfügen ermöglicht es, bis zu 10 Fotos zu einem HDR-Bild zu kombinieren, was wichtige Details aus den hellsten und dunkelsten Bereichen der Fotos hervorhebt.[15]
- Focus Stacking kann bis zu 100 Fotos mit unterschiedlichen Fokuspunkten stapeln, um jeden Teil eines Fotos scharf und detailliert darzustellen.
- Magisches Licht AI setzt visuelle Akzente auf einem Foto, indem Lichtquellen zum Leuchten gebracht werden.

Luminar Neo verfügt außerdem über weitere Bearbeitungswerkzeuge wie Radieren, Sonnenstrahlen, Leuchten, Aufhellen und Nachbelichten, Landschaft, Details, Bildrauschen entfernen, Stimmung (für die Arbeit mit LUTs), Farbe, Tönung, Dramatik, Farbharmonie, Mystisch, Filmkorn, Matt, Vignettierung, Klonen, Überbelichtung, Optik, Licht, Schwarzweiß und andere.

## Rezeption
Luminar Neo hat zahlreiche hochkarätige Branchenpreise gewonnen, darunter den Red Dot Brands & Communication Design Award in der Kategorie. User Interface und die TIPA World Awards für die beste Imaging-Software zwei Jahre in Folge: 2022 und 2023.
Skylum ist ein Pionier in der Entwicklung von KI-Technologie für die Bildnachbearbeitung. Luminar Neo hat die Anerkennung und das Vertrauen der größten Fotomedien der Welt gewonnen, wie z. B. Amateur Photographer: „Die realitätsverändernde KI von Luminar ist der Stoff, aus dem Legenden gemacht sind, angefangen mit Skylums KI-Himmelsersatz (immer noch der wohl beste) bis hin zur Porträtverbesserung, Porträt mit Bokeh, KI-Motivmaskierung, Sonnenstrahlen, Entfernung von Stromleitungen und mehr.“
Luminar wurde von der TIPA als „Best Imaging Software 2017“ und von den Lucie Technical Awards im Oktober 2017 als „Best Software Plugin“ ausgezeichnet.
Die – teils erhebliche – Kritik an Luminar betrifft die Arbeitsgeschwindigkeit selbst bei leistungsstarken Rechnern. Diese hat sich zwar von Version zu Version verbessert, wurde aber dennoch von Nutzern kritisiert. Die Software erhielt aber auch positive Bewertungen.
Forbes Advisor bewertete Luminar Neo wie folgt: „Luminar Neo ist eine beliebte Fotobearbeitungssoftware, und das aus gutem Grund. Es verwendet KI-gestützte Bearbeitungswerkzeuge, um Bilder zu verbessern, wie zum Beispiel das Hinzufügen von Sonnenstrahlen zu einem Landschaftsbild, um ein Beispiel zu nennen. Dank der benutzerfreundlichen Oberfläche (UI) können sich auch Anfänger leicht in die Fotobearbeitung einarbeiten. Außerdem verfügt es über fortschrittliche Funktionen wie Tagging, Objektivkorrektur und die Bearbeitung von RAW-Bildern.“
PC Magazine riet, Luminar Neo wegen der „sauberen Oberfläche, der Filter und der einzigartigen Korrekturen“ zu wählen.
TechRadar beschrieb Luminar Neo als „Leistungsstark, sehr einfach zu bedienen und ein großartiger Einstieg für Fotografen, die Komplexität von Lightroom oder Photoshop fürchten.“

## Belege
1. ↑  Was es neues gibt. Abgerufen am 25. Juni 2024.
2. ↑  Erik Eckel: Luminar: The only photo-editing tool most Mac users need. 31. Dezember 2016, archiviert vom Original am 26. September 2022; abgerufen am 25. Juni 2024 (englisch).
3. ↑  Jennifer Berube: Review of the New Luminar 2018. (englisch).
4. ↑  Skylum stellt Luminar für iPad vor. Abgerufen am 14. Mai 2024.
5. ↑  Der Tag ist gekommen. Luminar Neo ist hier! | Skylum Blog. Abgerufen am 19. Dezember 2023.
6. ↑  Jason Row: Luminar 2018 – First Impressions. 2. November 2017 (englisch).
7. ↑  Matt Williams: The Best Plugins for Photoshop and Lightroom in 2023. 3. Juni 2022, abgerufen am 19. Dezember 2023 (englisch).
8. ↑  Red Dot Design project - Luminar Neo. In: reddot. Abgerufen am 19. Dezember 2023 (englisch).
9. 1 2  Tipa World Awards 2022. Abgerufen am 19. Dezember 2023 (amerikanisches Englisch).
10. 1 2  Tipa World Awards 2023. Abgerufen am 19. Dezember 2023 (amerikanisches Englisch).
11. ↑  Michael Zhang: Macphun Renaming Itself Skylum as its Photo Apps Land on Windows. 27. Oktober 2017, abgerufen am 19. Dezember 2023 (englisch).
12. ↑  Rod Lawton: Low-cost photo editor Luminar will light up Mac owners’ screens on November 17. In: TechRadar. 26. Oktober 2016, abgerufen am 19. Dezember 2023 (englisch).
13. ↑  Was ist neu in Luminar Neo im Vergleich zu Luminar AI? Abgerufen am 19. Dezember 2023.
14. ↑  Luminar takes the negatives out of photo editing | Cult of Mac. Abgerufen am 19. Dezember 2023 (englisch).
15. ↑  Best HDR Software | Which High Dynamic Range app is best for you? In: SLR Lounge. 16. Februar 2023, abgerufen am 22. November 2023 (amerikanisches Englisch).
16. ↑  Best subscription-free photo editing software in 2024. In: https://amateurphotographer.com. 7. Dezember 2023, abgerufen am 22. Januar 2024 (englisch).
17. ↑  Holly Roa: Aiming For Lightroom Users, Luminar 2018 Brings New Features, User Interface, Now For Windows. 1. November 2017 (englisch).
18. ↑  Luminar 4, very very slow Mac. In: community.skylum.com. Abgerufen am 10. Januar 2020 (englisch).
19. ↑  Luminar 4 and GPU usage. In: community.skylum.com. Abgerufen am 10. Januar 2020 (englisch, auch die deutschen Kommentar weiter unten beachten!).
20. ↑  Need Update: Luminar is 27 times slower than Lightroom. In: community.skylum.com. Abgerufen am 27. Februar 2020 (englisch).
21. ↑  Haaseena Anwar: Best Photo Editing Software Of 2024. Abgerufen am 15. Januar 2024 (britisches Englisch).
22. ↑  The Best Photo Editing Software for 2024. Abgerufen am 15. Januar 2024 (englisch).
23. ↑  Dave Stevenson: Luminar Neo review. In: TechRadar. 17. Februar 2022, abgerufen am 15. Januar 2024 (englisch).